# کونزیت
کونزیت  (به انگلیسی: Kunzite) با فرمول شیمیایی LiAl[Si2O6] از مجموعه کانی هاست و لومینسانس سبز تیره تا نارنجی دارد. از واژه آمریکایی مروارید گرانبها اخذ شده‌است. نامحلول در اسیدها - رنگ شعله را قرمز می‌کند. Li2O۸:۸٫۱٪  Al2O۳:۲۷٫۴٪  SiO۲:۶۴٫۵٪  برای اولین بار در آمریکا کشف شد و از نظر شکل بلور: قرصی شکل - طویل - منشوری - ماکله، رنگ: بنفش - بنفش تیره - صورتی، شفافیت: شفاف - نیمه کدر، شکستگی: صدفی - نامنظم، جلا: مات - شیشه ای، رخ: ضعیف - مطابق با سطح، کامل - مطابق، سیستم تبلور: مونوکلینیک و در رده‌بندی سیلیکات است همچنین خاصیت مغناطیسی ندارد و منشأ تشکیل آن پگماتیتی - مجاورتی است.
همایند کانی‌شناسی (پارانژ) آن سختی - چگالی - اشعه Xاسکاپولیت - آمیتست- لپیدولیت- کوارتز- بریل- تورمالین است
، از نظر ژیزمان بلوری - آگرگات فشرده - دسته علفی - شعاعی- رخ دار کمیاب است و بیشتر در آمریکا، ماداگاسکار، برزیل و افغانستان یافت می‌شود.

## منبع
- پردیس کشاورزی ایران